# Melitaea calcea
Melitaea calcea är en fjärilsart som beskrevs av Skala 1928. Melitaea calcea ingår i släktet Melitaea och familjen praktfjärilar. Inga underarter finns listade i Catalogue of Life.